# André Unterberger
 (décembre 2022).
Sa qualité peut être largement améliorée en utilisant un vocabulaire plus directement compréhensible.
 (novembre 2022).
La mise en forme du texte ne suit pas les recommandations de Wikipédia : il faut le « wikifier ».
Les points d'amélioration suivants sont les cas les plus fréquents :
- Les titres sont pré-formatés par le logiciel. Ils ne sont ni en capitales, ni en gras.
- Le texte ne doit pas être écrit en capitales (les noms de famille non plus), ni en gras, ni en italique, ni en « petit »…
- Le gras n'est utilisé que pour surligner le titre de l'article dans l'introduction, une seule fois.
- L'italique est rarement utilisé : mots en langue étrangère, titres d'œuvres, noms de bateaux, etc.
- Les citations ne sont pas en italique mais en corps de texte normal. Elles sont entourées par des guillemets français : « et ».
- Les listes à puces sont à éviter, des paragraphes rédigés étant largement préférés. Les tableaux sont à réserver à la présentation de données structurées (résultats, etc.).
- Les appels de note de bas de page (petits chiffres en exposant, introduits par l'outil «  Source ») sont à placer entre la fin de phrase et le point final[comme ça].
- Les liens internes (vers d'autres articles de Wikipédia) sont à choisir avec parcimonie. Créez des liens vers des articles approfondissant le sujet. Les termes génériques sans rapport avec le sujet sont à éviter, ainsi que les répétitions de liens vers un même terme.
- Les liens externes sont à placer uniquement dans une section « Liens externes », à la fin de l'article. Ces liens sont à choisir avec parcimonie suivant les règles définies. Si un lien sert de source à l'article, son insertion dans le texte est à faire par les notes de bas de page.
- La présentation des références doit suivre les conventions bibliographiques. Il est recommandé d'utiliser les modèles {{Ouvrage}}, {{Chapitre}}, {{Article}}, {{Lien web}} et/ou {{Bibliographie}}. Le mode d'édition visuel peut mettre en forme automatiquement les références.
- Insérer une infobox (cadre d'informations à droite) n'est pas obligatoire pour parachever la mise en page.

Pour une aide détaillée, merci de consulter Aide:Wikification.
Si vous pensez que ces points ont été résolus, vous pouvez retirer ce bandeau et améliorer la mise en forme d'un autre article.
André Unterberger, né le 27 novembre 1940 à Bourg-en-Bresse, est un mathématicien français. Son épouse Julianne et son fils Jérémie sont également mathématiciens.

## Biographie
André Unterberger obtient son Doctorat d'État à Paris en 1971, sous la direction de Laurent Schwartz.
Il est professeur à Purdue University (West Lafayette, IN, USA), (2 ans), puis à Poitiers (1 an), Dijon (1 an), et Aarhus (Danemark) (1974-75), avant d'être nommé à Reims en 1975.

## Prix obtenus
André Unterberger a obtenu le prix Ferran Sunyer i Balaguer en 2002 pour le livre Automorphic Pseudodifferential Analysis and Higher-level Weyl Calculi.

## Motivation générale
Depuis Newton, l'évolution (physique) d'un corps matériel est représentée par l'évolution (mathématique) d'un point dans l'espace {\displaystyle \mathbb {R} ^{3}} (celui de la géométrie ordinaire).
Avec les théories physiques du XXme siècle, cet espace {\displaystyle \mathbb {R} ^{3}}   a dû être remplacé par des espaces beaucoup plus abstraits; certains d'entre eux se nomment espaces  espace de Hilbert
- Création de la théorie des opérateurs pseudo-différentiels. Il s'agit d'un outil fondamental en analyse mathématique, abondamment utilisé en physique mathématique. André Unterberger a contribué à leur création en même temps que Joseph J. Kohn, Louis Nirenberg et Lars Hörmander. Ce rôle dans l'origine de la théorie est attesté dans deux textes: un exposé J.J. Kohn[2] sur les travaux de L. Nirenberg, et un hommage à L. Hörmander[3].

- Calcul de Weyl. Dans les années 1930, Weyl avait inventé une méthode (quantification) pour faire correspondre à certaines fonctions {\displaystyle a} sur {\displaystyle \mathbb {R} ^{2n}} un opérateur {\displaystyle Op(a)} sur {\displaystyle L^{2}(\mathbb {R} ^{n})}. La définition suivante est donnée à la fois dans l'article l'exposé[4], et dans le livre de N. Lerner[5].  {\displaystyle (Op(a)f)(t)=(2\pi )^{-n}\int _{\mathbb {R} ^{2n}}a\left({\frac {t+y}{2}},\xi \right)f(y)e^{i\xi \cdot (t-y)}dyd\xi .}  La définition de l'opérateur {\displaystyle Op(a)} ressemble à l'ancienne définition des opérateurs pseudo-différentiels, mais présente certaines supériorités, mises en évidence dans un chapitre[6] d'un Lecture Notes in Physics. Une autre définition équivalente repose sur la notion de fonction de Wigner, qui est définie dans le livre[5]. On associe à toute paire de fonctions {\displaystyle (f,g)} dans {\displaystyle L^{2}(\mathbb {R} ^{n})} une fonction, dite fonction de Wigner, définie par {\displaystyle W(f,g)(x,\xi )=\pi ^{-n}\int _{\mathbb {R} ^{n}}f(x+t){\overline {g(x-t)}}e^{-2it.\xi }dt=\pi ^{-n}\int _{\mathbb {R} ^{n}}f(2x-t){\overline {g(t)}}e^{2i\xi \cdot (t-x)}dt.}  On voit que l'opérateur {\displaystyle Op(a)} correspondant à la fonction {\displaystyle a} vérifie l'égalité {\displaystyle \int _{\mathbb {R} ^{n}}(Op(a)f)(x){\overline {g(x)}}dx=\int _{\mathbb {R} ^{2n}}a(x,\xi )W(f,g)(x,\xi )dxd\xi .}  Pour éfinir de manière équivalente la fonction de Wigner, on définit, pour tout {\displaystyle X=(x,\xi )\in \mathbb {R} ^{2n}}, un opérateur de symétrie {\displaystyle S_{X}} par {\displaystyle (S_{x,\xi }F(t)=F(2x-t)e^{2i\xi \cdot (t-x)}.} . La fonction de Wigner est alors définie, pour tout {\displaystyle X=(x,\xi )\in \mathbb {R} ^{2n}}, par  {\displaystyle W(f,g)(X)=<\Sigma _{X}f,g>.}

- Extensions du calcul de Weyl: principes généraux. L'idée générale est de définir, pour tout {\displaystyle X} sans un certain certain ensemble {\displaystyle \Omega } appelé espace de phase, un opérateur {\displaystyle S_{X}} dans un certain espace de Hilbert {\displaystyle {\cal {H}}}. On définit ensuite la fonction de Wigner {\displaystyle W(f,g)(X)} de deux éléments de {\displaystyle {\cal {H}}} comme ci-dessus. Cela permet ensuite d"associer, à toute fonction {\displaystyle a} dans l'espace de phase, un opérateur {\displaystyle Op(a)} dans l'espace de Hilbert, ce qui généralise le calcul de Weyl. Mais la définition de {\displaystyle \Sigma _{X}} ne peut être arbitraire. On se donne aussi un groupe {\displaystyle G}, et d'une part une représentation de {\displaystyle G} dans {\displaystyle {\cal {H}}}, d'autre part une action du groupe {\displaystyle G} dans l'espace de phase {\displaystyle \Omega }. Il faut que l'égalité suivante (COV) soit vérifiée pour tous {\displaystyle X\in \Omega } et {\displaystyle g\in G} {\displaystyle \pi (g)S_{X}\pi (g)^{-1}=S_{gX}.} Le calcul de Weyl ainsi défini possède alors d'intéressantes propriétés. Dans le cas du calcul de Weyl usuel, cette égalité est vérifiée si {\displaystyle G} est le groupe de Heisenberg, c'est-à-dire à l'espace {\displaystyle \mathbb {R} ^{2n+1}} muni de la loi de composition  {\displaystyle (a,b,\theta )(a',b',\theta ')=(a+a',b+b',\theta +\theta '+{\frac {1}{2}}(b\cdot a'-a\cdot b')).} , si {\displaystyle \Omega =\mathbb {R} ^{2n}}, si {\displaystyle {\cal {H}}=L^{2}(\mathbb {R} ^{n})}, et si on choisit une représentation {\displaystyle \pi } de {\displaystyle G} dans {\displaystyle {\cal {H}}} et une action de groupe de {\displaystyle G} dans {\displaystyle \mathbb {R} ^{2n}} convenables. 
 André Unterberger a introduit plusieurs généralisations du calcul de Weyl, dans lesquels le groupe, l'espace de phase et l'espace de Hilbert sont modifiés. Nous allons en présenter deux: l'une où le groupe {\displaystyle G} est le groupe affine, l'autre où c'est le groupe de Poincaré.

## Applications en  théorie du signal
Les outils techniques créés portent les noms de fonction de Wigner affine et de calcul de Fuchs. Pour généraliser le calcul de Weyl, l'une des premières idées d'André Unterberger a été dans de remplacer le groupe de Heisenberg par le groupe affine. On appelle ainsi l'ensemble {\displaystyle \mathbb {R} _{+}\times \mathbb {R} } muni de la loi de composition 
 Maintenant, l'espace de Hilbert est celui des fonctions (mesurables) sur {\displaystyle \mathbb {R} _{+}} telles que 
 - L'espace de phase est {\displaystyle \Omega =\mathbb {R} _{+}\times \mathbb {R} }. 
 - On a une représentation unitaire {\displaystyle \pi } de {\displaystyle G} dans {\displaystyle {\cal {H}}} définie, pour tout {\displaystyle (a,b)\in G}, par 
 - On a une action du groupe {\displaystyle G} dans {\displaystyle \Omega } définie par 
 - On définit un opérateur de symétrie {\displaystyle S_{\omega ,t}} pour tout {\displaystyle (\omega ,t)} dans l'espace de phase par 
 On montre que l'égalité (COV-1) est vérifiée. On définit la fonction de Wigner affine de {\displaystyle f} et {\displaystyle g} dans {\displaystyle {\cal {H}}} comme ci-dessus, c'est-à-dire, explicitement, par: 
  C'est, à de petits détails près, la fonction introduite par André Unterberger dans (égalité (2.1)) sous le nom de fonction de Wigner passive du calcul de Fuchs. La propriété de covariance a permis à André Unterberger de construire, dans ce même article, un calcul pseudodifférentiel généralisé qu'il appelle calcul de Fuchs. Dans l'égalité (2.2) du même article, il introduit aussi une fonction de Wigner active du calcul de Fuchs, définie par 

## Applications en  relativité
Les outils techniques créés portent les noms de  Calcul de Klein Gordon et de fonction de Wigner relativiste. Ici, nous avons {\displaystyle n} variables d'espace, une variable de temps, et un paramètre {\displaystyle c>0} qui est la vitesse de la lumière. On a une forme bilinéaire {\displaystyle Q} définie sur {\displaystyle \mathbb {R} ^{n+1}} par 
 André Unterberger a développé dans ce contexte un calcul de Weyl généralisé, dit de Klein Gordon, dans. 
 - Le groupe {\displaystyle G} est le groupe de Poincaré {\displaystyle {\cal {P}}}. Pour le définir, on commence par définir le groupe de Lorentz {\displaystyle {\cal {L}}}, qui est l'ensemble des applications linéaires {\displaystyle M} dans {\displaystyle \mathbb {R} ^{n+1}} telles que, pour tous {\displaystyle x} et {\displaystyle y} dans {\displaystyle \mathbb {R} ^{n+1}}: 
 Le groupe de Poincaré {\displaystyle {\cal {P}}} est l'ensemble des {\displaystyle (M,a)} dans {\displaystyle {\cal {L}}\times \mathbb {R} ^{n+1}} muni de la loi de composition:
On peut définir l'intégrale d'une fonction {\displaystyle F} sur {\displaystyle {\cal {M}}}. Pour tout {\displaystyle v\in \mathbb {R} ^{n}}, soit {\displaystyle \gamma (v)=({\sqrt {c^{2}+|v|^{2}}},v)} le point correspondant de l'hyperboloïde. On définit l'intégrale d'une fonction {\displaystyle F} sur {\displaystyle {\cal {M}}} par 
 On note {\displaystyle {\cal {H}}} l'espace des fonctions {\displaystyle F} de {\displaystyle {\cal {M}}} dans {\displaystyle \mathbb {C} } telles que 
 pour tout {\displaystyle {\bf {v}}\in {\cal {M}}}. C'est une représentation unitaire. En effet, pour tout {\displaystyle x\in \mathbb {R} ^{n}} et pour tout {\displaystyle M\in {\cal {L}}}, posons {\displaystyle \gamma (x)=(x_{0},x)} et {\displaystyle M\gamma (x)=(\psi _{0}(x),\psi (x))}, ce qui définit une application {\displaystyle \psi } de {\displaystyle \mathbb {R} ^{n}} dans {\displaystyle \mathbb {R} ^{n}}. On montre que le jacobien de cette application {\displaystyle \psi } vérifie 
 Autrement dit, pour tout {\displaystyle M\in {\cal {L}}}
  On dit que {\displaystyle \mu } est une mesure sur {\displaystyle {\cal {M}}} invariante par l'action de {\displaystyle {\cal {L}}}. On en déduit que la représentation définie ci-dessus est unitaire. Voir aussi
 - L'action du groupe de Poincaré sur l'espace de phase {\displaystyle \Omega } est définie, pour tout {\displaystyle (k,y)\in {\cal {M}}\times \mathbb {R} ^{n+1}}, par 
  Ensuite on définit, pour tout {\displaystyle X=(k,y)\in \Omega }, l'opérateur de symétrie {\displaystyle S_{X}} dans {\displaystyle {\cal {H}}} par 
 C'est la définition de (voir (2.15) page 25, avec la définition de J en (1.3) page 21). 
 - La fonction de Wigner relativiste {\displaystyle W^{rel}} de deux fonctions {\displaystyle F} et {\displaystyle G} dans {\displaystyle {\cal {H}}} est définie, selon les principes généraux, pour tout {\displaystyle X\in \Omega }, par (WIG):
 Autrement dit, 
  L'égalité de covariance (COV-2) est vérifiée d'après les principes généraux. Cette fonction de Wigner est introduite par A. Unterberger dans (proposition 4.5). Elle a aussi été introduite, quelques années plus tard, par 
 - Limite non relativiste. Nous allons étudier le comportement de cette fonction de Wigner relativiste quand {\displaystyle c} tend vers l'infini. Notons {\displaystyle p} la projection qui associe, à tout {\displaystyle x=(x_{0},x_{1},\cdots x_{n})}, le vecteur {\displaystyle p(x)=(x_{1},\cdots x_{n})}. Pour toutes fonctions {\displaystyle f} et {\displaystyle g} sur {\displaystyle \mathbb {R} ^{n}}, soient {\displaystyle f_{c}} et {\displaystyle g_{c}} les fonctions sur l'hyperboloïde définies par {\displaystyle f_{c}(\omega )=f(p(\omega )/c)} et de même pour {\displaystyle g}. Les égalités ci-dessus montrent que, si {\displaystyle f} et {\displaystyle g} sont dans {\displaystyle {\cal {S}}(\mathbb {R} ^{n})}: 
 Quand la vitesse de la lumière tend vers l'infini, on retrouve la fonction de Wigner usuelle. 
 - À partir de ces notions de symétrie et de fonction de Wigner, André Unterberger a construit un calcul pseudo-différentiel relativiste, dit de Klein Gordon. Dans, André Unterberger a développé un calcul plus général, qui contient à la fois ceux de Fuchs et de Klein Gordon.

## Fonctions automorphes
Calcul de Weyl et fonctions automorphes (en) et formes modulaires. À partir de 1995, André Unterberger s'est orienté vers ce domaine. On trouvera ci-dessous la liste des livres qu'il lui a consacrés. Ces travaux semblent très prometteurs. On note l'excellente critique de Alexander Dynin (en) sur le livre 9. On peut espérer que ces travaux contribueront peut-être à une preuve de l'Hypothèse de Riemann.
1. Pseudodifferential methods in number theory, Birkhauser Boston Inc (2018), Pseudo-Differential Operators. Theory and Applications. 13 (Auteurs : A.Unterberger)
2. (en) A. Unterberger, Pseudodifferential operators with automorphic symbols, Pseudo-Differential Operators. Theory and Applications. 11, 2015
3. (en) A. Unterberger, Pseudodifferential analysis, automorphic distributions in the plane and modular forms, Pseudo-Differential Operators. Theory and Applications. 8, 2011
4. (en) A. Unterberger, Alternative pseudodifferential analysis. With an application to modular forms, Lecture Notes in Mathematics. 1935, 2008
5. (en) A. Unterberger, Quantization and arithmetic, Pseudo-Differential Operators. Theory and Applications. 1, 2008
6. (en) A.Unterberger, The fourfold way in real analysis. An alternative to the metaplectic representation, Progress in Mathematics. 250, 2006
7. (en) A. Unterberger, Automorphic pseudodifferential analysis and higher level Weyl calculi, Progress in Mathematics. 209, 2003
8. (en) A. Unterberger, Quantization and non-holomorphic modular forms, Lecture Notes in Mathematics. 1742, 2000
9. (en) A. Unterberger, H. Upmeier, Pseudodifferential analysis on symmetric cones, Studies in Advanced Mathematics, 1996. On voit l'excellente critique de Alexander Dynin (en). "(This book) is an introduction to the impressive research program akin to the Weyl philosophy which A. Unterberger (with the help of J. Unterberger and H. Upmeier) has been vigorously developing since the early 1980’s."
10. (en) A. Unterberger, Pseudo-differential operators and applications: an introduction, Lecture Notes Series. 46, 1976